# Ermenthée de Toul
Ermenthée († 695 (?)), Ermentheus en latin, est le dix-neuvième évêque de Toul.

## Biographie
L'évêque Ermenthée succéda à Adéodat. C'était un prêtre de Toul. Sous son épiscopat, un comte de cette ville nommé Hildram s'empara d'une terre de l'évêché appelée Ociaca-Villa. Ermenthée alla porter plainte au roi Theoderik III qui se trouvait alors dans son palais de Gondreville, et ce prince obligea le comte à la restituer et à indemniser le plaignant des fruits qu'il en avait perçus.
Il fut enterré en l'abbaye Saint-Evre de Toul. Son successeur a été l'évêque Magnald.